# Niederjosbach
Niederjosbach ist ein Stadtteil von Eppstein im südhessischen Main-Taunus-Kreis. Das Wappen des Orts stellt einen silbernen Tannenbaum auf rotem Grund dar.

## Geographie
Niederjosbach liegt 3 km nordwestlich von Eppstein, im Eppsteiner Horst des Vortaunus. Der Ort befindet sich in einer Tallage am Unterlauf des Josbachs an der L 3026. In der Gemarkung liegt der Hof Hubertus.

## Geschichte

### Ortsgeschichte
Die älteste erhalten gebliebene urkundliche Erwähnung in einem Zehntregister der Pfarrei Schlossborn als Gospach villa inferior datiert aus den Jahren 1226–1239. In der regionalen Mundart hat sich wie beim Nachbarort Oberjosbach Gusbach oder Guzbach als Ortsname noch erhalten. Die Schreibweise Nieder Jospach ist seit 1619 bezeugt.
Gegründet wurde Niederjosbach vermutlich im 11./12. Jahrhundert durch die Pfarrei Schlossborn des Mainzer St. Stephansstiftes. Der Ort ging dann als Lehen an die Herrschaft Eppstein, wurde aber wieder ein kurmainzischer Ort und gehörte zur Zeit des Herzogtums Nassau zum Amt Idstein.
Während der Reformation wurde wie in der ganzen Herrschaft Eppstein die evangelische Konfession eingeführt. Mit Beginn der kurmainzischen Herrschaft wurde der Ort ab 1604 wieder katholisch.
Zum 31. Dezember 1971 schlossen sich Niederjosbach und Bremthal im Zuge der Gebietsreform in Hessen auf freiwilliger Basis zur neuen Gemeinde Bremthal zusammen. Bremthal ging am 1. Januar 1977 kraft Landesgesetz in der Stadt Eppstein auf. Dabei verlor Niederjosbach etwa 90 Hektar seiner Gemarkung. Gemarkungsexklaven und der Gemeindewald gingen an Niedernhausen und an Oberjosbach das Gebiet am Küppel, der Nordkuppe der Hammersberg genannten Erhebung nordwestlich von Niederjosbach (433,8 Meter hoch). Die beiden Ortsteile wurden Stadtteile von Eppstein. Für Bremthal und Niederjosbach wurde, wie für alle nach Eppstein eingegliederten ehemaligen Gemeinden, je ein Ortsbezirk errichtet.

### Verwaltungsgeschichte im Überblick
Die folgende Liste zeigt die Staaten und Verwaltungseinheiten, denen Niederjosbach angehört(e):
- vor 1507:  Heiliges Römisches Reich, Herrschaft Eppstein-Münzenberg, Kellerei Eppstein
- ab 1507: Heiliges Römisches Reich, Herrschaft Eppstein-Königstein, Oberamt Königstein
- ab 1581: Heiliges Römisches Reich,  Kurfürstentum Mainz, Oberamt Höchst und Königstein, Amtsvogtei Königstein
- ab 1803: Heiliges Römisches Reich, Fürstentum Nassau-Usingen,[Anm. 2] Amt Königstein
- ab 1806: Herzogtum Nassau,[Anm. 3] Amt Idstein[Anm. 4]
- ab 1849: Herzogtum Nassau, Kreisamt Idstein
- ab 1854: Herzogtum Nassau, Amt Königstein
- ab 1867: Königreich Preußen,[Anm. 5] Provinz Hessen-Nassau, Regierungsbezirk Wiesbaden, Untertaunuskreis[Anm. 6]
- ab 1871: Deutsches Reich, Königreich Preußen, Provinz Hessen-Nassau, Regierungsbezirk Wiesbaden, Untertaunuskreis
- ab 1886: Deutsches Reich, Königreich Preußen, Provinz Hessen-Nassau, Regierungsbezirk Wiesbaden, Untertaunuskreis
- ab 1918: Deutsches Reich (Weimarer Republik), Freistaat Preußen, Provinz Hessen-Nassau, Regierungsbezirk Wiesbaden, Untertaunuskreis
- ab 1928: Deutsches Reich, Freistaat Preußen, Provinz Hessen-Nassau, Regierungsbezirk Wiesbaden, Main-Taunus-Kreis
- ab 1944: Deutsches Reich, Freistaat Preußen, Provinz Nassau, Main-Taunus-Kreis
- ab 1945: Amerikanische Besatzungszone,[Anm. 7] Groß-Hessen, Regierungsbezirk Wiesbaden, Main-Taunus-Kreis
- ab 1946: Amerikanische Besatzungszone, Hessen, Regierungsbezirk Wiesbaden, Main-Taunus-Kreis
- ab 1949: Bundesrepublik Deutschland, Hessen, Main-Taunus-Kreis
- ab 1968: Bundesrepublik Deutschland, Hessen, Regierungsbezirk Darmstadt, Main-Taunus-Kreis
- ab 1972: Bundesrepublik Deutschland, Hessen, Regierungsbezirk Darmstadt, Main-Taunus-Kreis, Gemeinde Bremthal
- ab 1977: Bundesrepublik Deutschland, Hessen, Regierungsbezirk Darmstadt, Main-Taunus-Kreis. Stadt Eppstein

## Bevölkerung

### Einwohnerstruktur 2011
Nach den Erhebungen des Zensus 2011 lebten am Stichtag dem 9. Mai 2011 in Niederjosbach 1704 Einwohner. Darunter waren 96 (5,6 %) Ausländer. Nach dem Lebensalter waren 279 Einwohner unter 18 Jahren, 672 zwischen 18 und 49, 345 zwischen 50 und 64 und 408 Einwohner waren älter. Die Einwohner lebten in 750 Haushalten. Davon waren 207 Singlehaushalte, 264 Paare ohne Kinder und 210 Paare mit Kindern, sowie 63 Alleinerziehende und 9 Wohngemeinschaften. In 183 Haushalten lebten ausschließlich Senioren und in 471 Haushaltungen lebten keine Senioren.

### Einwohnerentwicklung
| Quelle: Historisches Ortslexikon |                            |
| • 1581:                          | 13 Hausgesesse             |
| • 1586:                          | 17 Häuser                  |
| • 1612:                          | 16 Häuser                  |
| • 1626:                          | 13 Häuser                  |
| • 1648:                          | 6 Häuser                   |
| • 1668:                          | 14 Häuser mit 51 Einwohner |

| Niederjosbach: Einwohnerzahlen von 1700 bis 2022 | Niederjosbach: Einwohnerzahlen von 1700 bis 2022 | Niederjosbach: Einwohnerzahlen von 1700 bis 2022 | Niederjosbach: Einwohnerzahlen von 1700 bis 2022 | Niederjosbach: Einwohnerzahlen von 1700 bis 2022 |
| --- | ------------------------------------------------ | ------------------------------------------------ | ------------------------------------------------ | ------------------------------------------------ |
| Jahr |                                                  |                                                  |                                                  | Einwohner                                        |
| 1700 | 1700                                             |                                                  | 89                                               | 89                                               |
| 1725 | 1725                                             |                                                  | 122                                              | 122                                              |
| 1750 | 1750                                             |                                                  | 161                                              | 161                                              |
| 1784 | 1784                                             |                                                  | 218                                              | 218                                              |
| 1817 | 1817                                             |                                                  | 240                                              | 240                                              |
| 1834 | 1834                                             |                                                  | 365                                              | 365                                              |
| 1840 | 1840                                             |                                                  | 365                                              | 365                                              |
| 1846 | 1846                                             |                                                  | 387                                              | 387                                              |
| 1852 | 1852                                             |                                                  | 400                                              | 400                                              |
| 1858 | 1858                                             |                                                  | 445                                              | 445                                              |
| 1864 | 1864                                             |                                                  | 460                                              | 460                                              |
| 1871 | 1871                                             |                                                  | 388                                              | 388                                              |
| 1875 | 1875                                             |                                                  | 506                                              | 506                                              |
| 1885 | 1885                                             |                                                  | 415                                              | 415                                              |
| 1895 | 1895                                             |                                                  | 417                                              | 417                                              |
| 1905 | 1905                                             |                                                  | 438                                              | 438                                              |
| 1910 | 1910                                             |                                                  | 449                                              | 449                                              |
| 1925 | 1925                                             |                                                  | 553                                              | 553                                              |
| 1939 | 1939                                             |                                                  | 650                                              | 650                                              |
| 1946 | 1946                                             |                                                  | 908                                              | 908                                              |
| 1950 | 1950                                             |                                                  | 932                                              | 932                                              |
| 1956 | 1956                                             |                                                  | 923                                              | 923                                              |
| 1961 | 1961                                             |                                                  | 1.039                                            | 1.039                                            |
| 1967 | 1967                                             |                                                  | 1.228                                            | 1.228                                            |
| 1970 | 1970                                             |                                                  | 1.241                                            | 1.241                                            |
| 1980 | 1980                                             |                                                  | ?                                                | ?                                                |
| 1987 | 1987                                             |                                                  | 1.816                                            | 1.816                                            |
| 2000 | 2000                                             |                                                  | ?                                                | ?                                                |
| 2011 | 2011                                             |                                                  | 1.704                                            | 1.704                                            |
| 2016 | 2016                                             |                                                  | 1.938                                            | 1.938                                            |
| 2022 | 2022                                             |                                                  | 1.834                                            | 1.834                                            |
| Datenquelle: Historisches Gemeindeverzeichnis für Hessen: Die Bevölkerung der Gemeinden 1834 bis 1967. Wiesbaden: Hessisches Statistisches Landesamt, 1968. Weitere Quellen: LAGIS; Gemeinde Eppstein; Zensus 2011 |                                                  |                                                  |                                                  |                                                  |

### Historische Religionszugehörigkeit
| • 1885: | 014 evangelische (= 3,37 %), 401 katholische (= 96,63 %) Einwohner  |
| • 1961: | 233 evangelische (= 22,43 %), 781 katholische (= 75,17 %) Einwohner |

## Politik
Für Niederjosbach besteht ein Ortsbezirk (Gemarkung der ehemaligen Gemeinde Niederjosbach) mit Ortsbeirat und Ortsvorsteher nach der Hessischen Gemeindeordnung.
Der Ortsbeirat besteht aus neun Mitgliedern. Bei den Kommunalwahlen in Hessen 2021 betrug die Wahlbeteiligung zum Ortsbeirat 63,58 %. Dabei wurden gewählt: vier Mitglieder der CDU, je ein Mitglied der SPD, des Bündnis 90/Die Grünen und der FDP, sowie zwei Mitglieder „Freien Wählergemeinschaft Eppstein“ (FWG). Der Ortsbeirat wählte Christoph Striedter (CDU) zum Ortsvorsteher.

## Verkehr und Infrastruktur

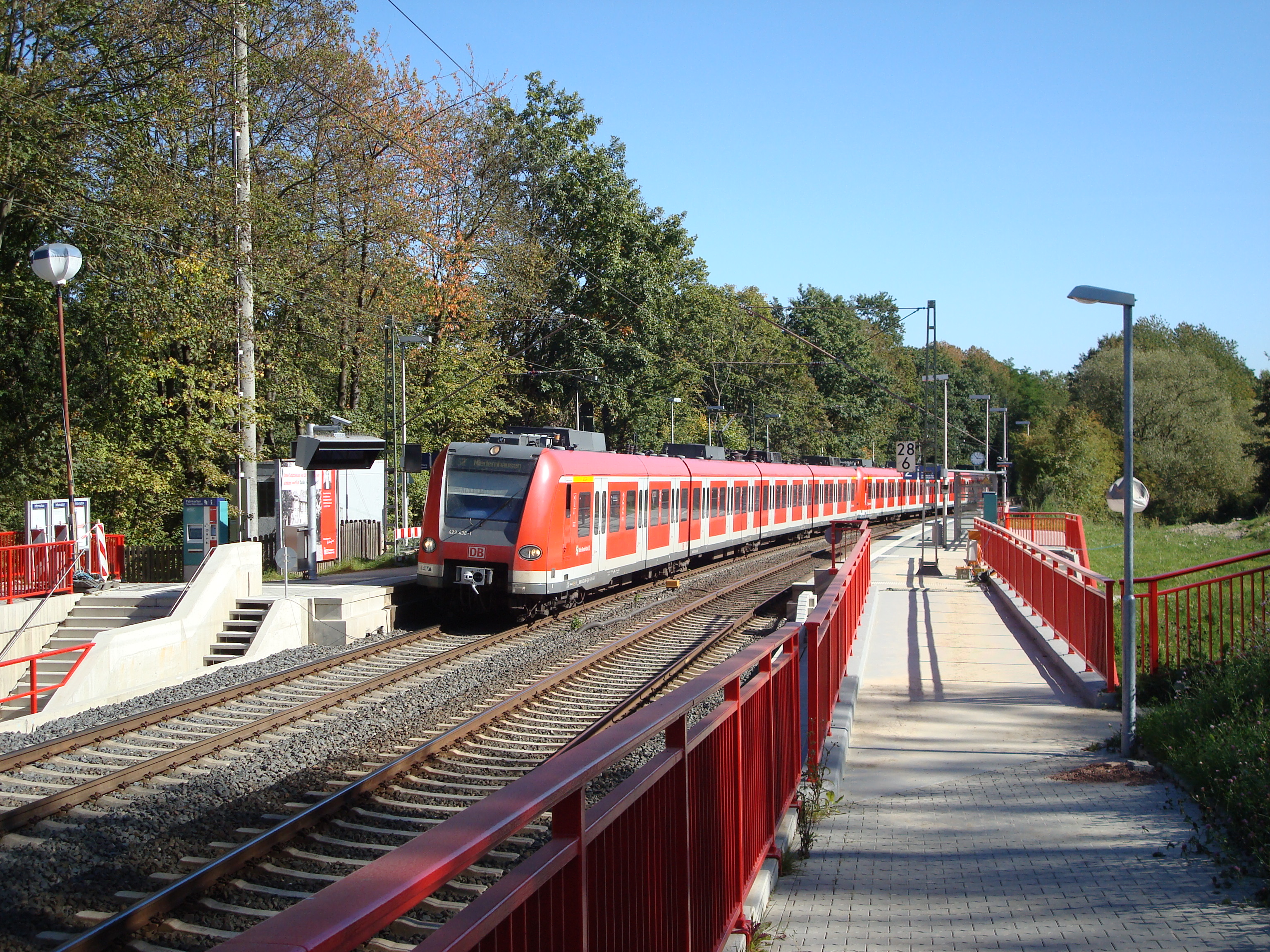
S-Bahn Station Niederjosbach

Niederjosbach liegt an der L 3026, die von Niedernhausen im Nordwesten nach Bremthal und der Kernstadt Eppstein im Südosten führt. Die Anschlussstelle Niedernhausen der Bundesautobahn 3 ist in ca. drei Minuten zu erreichen. Es gibt Busverbindungen zum Wiesbadener Verkehrsnetz.
Zudem liegt der Ort an der Main-Lahn-Bahn und verfügt über eine S-Bahn-Haltestelle der Linie S2. Mit der S-Bahn erreicht man Frankfurt am Main innerhalb von etwa einer halben Stunde.
| Linie | Verlauf | Takt                    |
| ----- | --- | ----------------------- |
| S2    | Niedernhausen (Taunus) – Niederjosbach – Bremthal – Eppstein – Lorsbach – Hofheim (Taunus) – Kriftel – Frankfurt-Zeilsheim – Frankfurt-Höchst Farbwerke – Frankfurt-Höchst – Frankfurt-Nied – Frankfurt-Griesheim – Frankfurt (Main) Hbf tief – Frankfurt (Main) Taunusanlage – Frankfurt (Main) Hauptwache – Frankfurt (Main) Konstablerwache – Frankfurt (Main) Ostendstraße – Frankfurt (Main) Mühlberg – Offenbach-Kaiserlei – Offenbach Ledermuseum – Offenbach Marktplatz – Offenbach (Main) Ost – Offenbach-Bieber – Heusenstamm – Dietzenbach-Steinberg – Dietzenbach Mitte – Dietzenbach Bhf | 30 min 15 min (zur HVZ) |

Es gibt ein Industriegebiet und mehrere Handwerksbetriebe sowie einen Kindergarten. Das katholische Gemeindezentrum „Am Honigbaum“ wird außer für kirchliche auch für private und andere gesellschaftliche Veranstaltungen genutzt.

## Kultur
In Niederjosbach gibt es einen terrassenartig am Sonnenhang und ganzjährig geöffneten Campingplatz.
Der GCC (Gusbacher Carnevalsclub) veranstaltet am Faschingsdienstag einen sehenswerten Umzug durch das Dorf, der von den örtlichen Vereinen – einem Sportverein, zwei Gesangvereinen, dem Schützenverein, dem Obst- und Gartenbauverein, dem Kirchenchor, der Freiwilligen Feuerwehr, dem DRK-Ortsverein – und den Nachbargemeinden gestaltet wird.

## Persönlichkeiten
- Christian Heinz (* 1976), Politiker und Hessischer Minister der Justiz und für den Rechtsstaat im Kabinett Rhein II